# Djilali Bounaâma
Si Mohamed, de son vrai nom Djilali Bounaâma, né le 16 avril 1926 à Molière et mort au combat le 8 août 1961 à Blida, est un militant nationaliste algérien, commandant de l'ALN et chef de la Wilaya IV historique durant la guerre d'Algérie en 1960.

## Biographie
Si Mohamed est né à Bordj Bou Naama (alors Molière), près de Chlef (alors Olréansville), d'un père épicier. N'ayant pas terminé l'école  primaire, il travaille à la mine de zinc de Boucaïd. Syndicaliste CGT, il est aussi militant du PPA-MTLD et membre de l'Organisation spéciale. 
Après avoir mené une grève de quatre mois à la mine, en 1951, il part en Belgique pour travailler aux mines de charbon de Borinage. Arrêté le 6 novembre 1954, il est incarcéré à la prison d'Orléansville (aujourd'hui Chlef) puis de Barberousse. Libéré en novembre 1955, il rejoint le maquis dans le massif de l'Ouarsenis.
Il devient successivement chef militaire de la zone 3 de la wilaya 4 en 1957, puis commandant (fin 1958), en tant qu'adjoint militaire du colonel M'Hamed Bougara. À la mort de ce dernier en 1959, il est impliqué dans l'affaire Si Salah, qui concerne une rencontre secrète avec le général de Gaulle le 10 juin 1960, menée par le colonel Si Salah.
À la suite de cette affaire, il prend la succession de Si Salah pour diriger la wilaya 4 sans jamais être promu au grade de colonel.
Si Mohamed meurt le 8 août 1961 à Blida, dans l'explosion de la villa Naïmi qui servait de refuge au commandement de la wilaya 4.

## Hommages
- La commune de Bordj Bou Naâma porte son nom.